# جوناتان كانتيانا
جوناثان إدواردو كانتيانا سوريا (بالإسبانية: Jonathan Cantillana) (ولد في 26 مايو 1992) هو لاعب كرة قدم فلسطيني تشيلي المولد يلعب حالياً مع نادي إنبي في الدوري المصري الممتاز.

## الأهداف الدولية
حصيلة أهداف فلسطين أولاً:
| الهدف | التاريخ        | المكان                                       | الخصم         | التسجيل | النتيجة | المنافسة                          |
| ----- | -------------- | -------------------------------------------- | ------------- | ------- | ------- | --------------------------------- |
| 1.    | 12 نوفمبر 2015 | ستاد عمان الدولي، عمان، الأردن               | ماليزيا       | 1–0     | 6–0     | تصفيات كأس العالم لكرة القدم 2018 |
| 2.    | 29 مارس 2016   | ملعب دورا الدولي، دوشنبه، طاجيكستان          | تيمور الشرقية | 2–0     | 7–0     | تصفيات كأس العالم لكرة القدم 2018 |
| 3.    | 29 مارس 2016   | ملعب دورا الدولي، دوشنبه، طاجيكستان          | تيمور الشرقية | 5–0     | 7–0     | تصفيات كأس العالم لكرة القدم 2018 |
| 4.    | 5 أكتوبر 2016  | ملعب بامير، دوشنبه، طاجيكستان                | طاجيكستان     | 1–1     | 3–3     | مباراة ودية                       |
| 5.    | 13 يونيو 2017  | ملعب فيصل الحسيني الدولي، الرام، فلسطين      | عمان          | 1–0     | 2–1     | تصفيات كأس آسيا 2019              |
| 6.    | 10 أكتوبر 2017 | ملعب دورا الدولي، الخليل، فلسطين             | بوتان         | 9–0     | 10–0    | تصفيات كأس آسيا 2019              |
| 7.    | 10 أكتوبر 2017 | ملعب دورا الدولي، الخليل، فلسطين             | بوتان         | 10–0    | 10–0    | تصفيات كأس آسيا 2019              |
| 8.    | 14 نوفمبر 2017 | ملعب الجامعة العربية الأمريكية، جنين، فلسطين | المالديف      | 7–1     | 8–1     | تصفيات كأس آسيا 2019              |

## وصلات خارجية
- جوناتان كانتيانا على موقع قاعدة بيانات كرة القدم.إي يو (الإنجليزية)
- جوناتان كانتيانا على موقع ناشيونال فوتبول تيمز (الإنجليزية)
- جوناتان كانتيانا على موقع Soccerway.com (الإنجليزية)
- جوناتان كانتيانا على موقع عالم كرة القدم.نت (الإنجليزية)
- جوناتان كانتيانا على موقع AS.com (الإسبانية)